# 和竜駅
和龍駅（わりょうえき、中国語: 和龍站、和龙站）は、中華人民共和国吉林省延辺朝鮮族自治州和龍市に位置する和龍線、白和線、和坪線の三線が乗り入れている駅。

## 歴史
- 1939年 - 開業。

## 隣の駅
中華人民共和国鉄道部
和龍線
龍水坪駅 - 和龍駅
白和線
和龍駅 - 十里坪駅
和坪線
和龍駅 -  仙景台駅

## ギャラリー
- 和龍駅前の公園

座標: 北緯42度53分03秒 東経129度29分24秒 / 北緯42.88427度 東経129.48989度